# Palpita parvifraterna
Palpita parvifraterna es una especie de polillas perteneciente a la familia Crambidae descrita por Hiroshi Inoue en 1999.
Se encuentra en China (Fujian, Jiangxi, Henan, Hubei, Guangdong, Guangxi, Sichuan, Guizhou, Hong Kong).